# Hollywood's Bleeding
Hollywood's Bleeding è il terzo album in studio del rapper statunitense Post Malone, pubblicato il 6 settembre 2019 dalla Republic.

## Descrizione
Il 5 giugno 2018, solo sei settimane dopo l'uscita del suo secondo album in studio, Beerbongs & Bentleys, è stato rivelato che Malone stava lavorando al suo terzo album in studio. Lo stesso novembre, l'artista ha dichiarato che stava «cercando di mettere in piedi del nuovo materiale» prima della fine dell'anno, e pubblicò solo il singolo Wow in quel periodo. Il 28 luglio 2019, Malone ha annunciato di aver finito di registrare il suo terzo album, auto-descrivendolo come «dannatamente eccellente».
L'album presenta collaborazioni con DaBaby, Future, Halsey, Meek Mill, Lil Baby, Ozzy Osbourne, Travis Scott, SZA, Swae Lee e Young Thug. La produzione è stata curata da Andrew Watt, BloodPop, Brian Lee, Carter Lang, DJ Dahi, Emile Haynie, Frank Dukes e lo stesso Malone, tra gli altri. Hollywood's Bleeding è stato anticipato da tre singoli: Wow, Goodbyes e Circles. È inclusa nell'album anche la hit Sunflower in duetto con Swae Lee, realizzata per il film Spider-Man - Un nuovo universo del 2018.

## Promozione
L'album è stato annunciato da Post Malone attraverso il suo profilo Twitter il 25 agosto 2019.
Il primo singolo dell'album, Wow, è stato pubblicato il 24 dicembre 2018. La canzone è stata prodotta da Louis Bell e Frank Dukes e ha raggiunto la 2ª posizione della Billboard Hot 100. Il secondo singolo dell'album, Goodbyes, realizzato con la partecipazione di Young Thug, è stato prodotto da Brian Lee e Bell e messo in commercio il 5 luglio 2019; ha in seguito raggiunto la 3ª posizione della classifica statunitense dei singoli. La vetta della suddetta classifica è stata conquistata dal terzo singolo estratto, Circles, prodotto dallo stesso Malone, Bell e Dukes e pubblicato il 30 agosto 2019.
Nell'ambito dei Grammy Award del 14 marzo 2021 Post Malone ha eseguito l'omonima traccia.

## Accoglienza
| Recensione    | Giudizio |
| ------------- | -------- |
| AllMusic      |          |
| Clash         | 7/10     |
| Consequence   | B−       |
| HipHopDX      | 3.4/5    |
| HotNewHipHop  | 71%      |
| NME           |          |
| Pitchfork     | 6.8/10   |
| Rolling Stone |          |

Il disco ha ricevuto critiche generalmente positive. Danny Wright della rivista britannica NME ha scritto che «Post Malone è in grado di trarre abilmente il meglio da vari generi», mentre Neil Z. Yeung di AllMusic ha dichiarato: «Più ben eseguito dei suoi lavori precedenti e innegabilmente accattivante, Hollywood's Bleeding è per Post Malone un enorme passo avanti che non sacrifica gli elementi essenziali che hanno reso l'artista un tale hitmaker e che lo spinge ancora di più verso orizzonti pop che gli appartengono».
Il critico Nick Catucci della celebre rivista statunitense Rolling Stone ha scritto che «Post Malone cura tanto ciò che crea, infatti non c'è una collaborazione fuori posto tra le dieci sparse su sette brani dell'album».

## Tracce
1. Hollywood's Bleeding – 2:36
2. Saint-Tropez – 2:30
3. Enemies (feat. DaBaby) – 3:16
4. Allergic – 2:36
5. A Thousand Bad Times – 3:41
6. Circles – 3:34
7. Die for Me (feat. Future e Halsey) – 4:05
8. On the Road (feat. Meek Mill e Lil Baby) – 3:38
9. Take What You Want (feat. Ozzy Osbourne e Travis Scott) – 3:49
10. I'm Gonna Be – 3:20
11. Staring at the Sun (feat. SZA) – 2:48
12. Sunflower (con Swae Lee) – 2:38
13. Internet – 2:03
14. Goodbyes (feat. Young Thug) – 2:56
15. Myself – 2:38
16. I Know – 2:21
17. Wow – 2:29

## Formazione
- Post Malone – voce, rapping, chitarra
- Kann Gunesberk – composizione, chitarra
- Chad Smith – batteria
- Manny Marroquin – missaggio
- Louis Bell – tecnico del suono[32]

## Successo commerciale
Hollywood's Bleeding ha debuttato in vetta alla classifica statunitense Billboard 200 con 489 000 unità vendute, composte da 200 000 vendite pure (fisiche e digitali), 11 000 track-equivalent albums (equivalenti a 110 000 tracce dell'album vendute singolarmente in digitale), e 278 000 stream-equivalent albums (corrispondenti a 365,4 milioni di riproduzioni in streaming). Si tratta del maggiore debutto in streaming dell'anno negli Stati Uniti, e del secondo migliore debutto del 2019 a livello mondiale dopo Lover di Taylor Swift.
Il disco ha inoltre debuttato al primo posto della classifica britannica Official Albums Chart con 33 728 unità di vendita, di cui 29 437 provenienti dallo streaming.

## Classifiche

### Classifiche settimanali
| Classifica (2019)         | Posizione massima |
| ------------------------- | ----------------- |
| Australia                 | 1                 |
| Austria                   | 5                 |
| Belgio (Fiandre)          | 1                 |
| Belgio (Vallonia)         | 12                |
| Canada                    | 1                 |
| Danimarca                 | 1                 |
| Estonia                   | 1                 |
| Finlandia                 | 1                 |
| Francia                   | 11                |
| Germania                  | 7                 |
| Irlanda                   | 1                 |
| Islanda                   | 1                 |
| Italia                    | 3                 |
| Lettonia                  | 1                 |
| Lituania                  | 1                 |
| Norvegia                  | 1                 |
| Nuova Zelanda             | 1                 |
| Paesi Bassi               | 1                 |
| Portogallo                | 11                |
| Regno Unito               | 1                 |
| Repubblica Ceca           | 1                 |
| Slovacchia                | 1                 |
| Spagna                    | 51                |
| Stati Uniti               | 1                 |
| Stati Uniti (R&B/hip-hop) | 1                 |
| Stati Uniti (rap)         | 1                 |
| Svezia                    | 3                 |
| Svizzera                  | 3                 |

### Classifiche di fine anno
| Classifica (2019) | Posizione |
| ----------------- | --------- |
| Australia         | 8         |
| Austria           | 34        |
| Belgio (Fiandre)  | 22        |
| Belgio (Vallonia) | 145       |
| Canada            | 6         |
| Danimarca         | 6         |
| Estonia           | 6         |
| Finlandia         | 5         |
| Francia           | 122       |
| Islanda           | 16        |
| Italia            | 70        |
| Lettonia          | 13        |
| Nuova Zelanda     | 12        |
| Paesi Bassi       | 5         |
| Regno Unito       | 20        |
| Slovacchia        | 6         |
| Stati Uniti       | 9         |
| Svezia            | 12        |
| Svizzera          | 50        |
| Classifica (2020) | Posizione |
| Australia         | 7         |
| Austria           | 26        |
| Belgio (Fiandre)  | 27        |
| Belgio (Vallonia) | 115       |
| Canada            | 1         |
| Danimarca         | 9         |
| Francia           | 152       |
| Germania          | 98        |
| Irlanda           | 17        |
| Islanda           | 12        |
| Italia            | 60        |
| Norvegia          | 8         |
| Nuova Zelanda     | 10        |
| Paesi Bassi       | 10        |
| Regno Unito       | 15        |
| Spagna            | 90        |
| Stati Uniti       | 1         |
| Svezia            | 15        |
| Svizzera          | 73        |
| Classifica (2021) | Posizione |
| Australia         | 38        |
| Austria           | 37        |
| Belgio (Fiandre)  | 67        |
| Canada            | 12        |
| Danimarca         | 32        |
| Islanda           | 51        |
| Norvegia          | 22        |
| Paesi Bassi       | 37        |
| Regno Unito       | 62        |
| Stati Uniti       | 13        |
| Svezia            | 58        |
| Classifica (2022) | Posizione |
| Australia         | 57        |
| Belgio (Fiandre)  | 125       |
| Canada            | 24        |
| Danimarca         | 54        |
| Norvegia          | 40        |
| Paesi Bassi       | 60        |
| Stati Uniti       | 20        |
| Classifica (2023) | Posizione |
| Canada            | 43        |
| Islanda           | 98        |
| Norvegia          | 35        |
| Stati Uniti       | 35        |
| Classifica (2024) | Posizione |
| Portogallo        | 102       |

### Classifiche di fine decennio
| Classifica (2010-19) | Posizione |
| -------------------- | --------- |
| Paesi Bassi          | 61        |

### Classifiche di fine secolo
| Classifica (2000-2024) | Posizione |
| ---------------------- | --------- |
| Stati Uniti            | 7         |